# Anoectochilus annamensis
Anoectochilus annamensis är en orkidéart som beskrevs av Leonid Vladimirovitj Averjanov. Anoectochilus annamensis ingår i släktet Anoectochilus och familjen orkidéer.
Artens utbredningsområde är Vietnam. Inga underarter finns listade i Catalogue of Life.